# Eysarcoris
Genre
Eysarcoris est un genre d'insectes hétéroptères (punaises) de la tribu des Eysarcorini (sous-famille des Pentatominae, famille des Pentatomidae).

## Classification
Le genre Eysarcoris est créé en 1834 par Carl Wilhelm Hahn,.

### Fossiles
Selon Paleobiology Database en 2023, le nombre de collections de fossiles référencées est de sept pour onze occurrences :
- Quaternaire, une collection du Japon ;
- Miocène, une collection de Chine et une d'Allemagne ;
- Oligocène, deux collections de France et une d'Allemagne[2].

### Synonymes
Selon BioLib en 2023, le nombre de synonymes est de six :
- Analocus Stål, 1872
- Bainbriggeanus Distant, 1918
- Gobisa Gorski, 1852
- Neocarbula Distant, 1918
- Neostollia Distant, 1910
- Stollia Ellenrieder, 1862

## Description
Les punaises puantes de ce genre sont relativement petites (< 6 mm de longueur) et de forme obovale. Il y a une couverture dense de piqûres sur une grande partie du corps. La tête et la surface ventrale du thorax sont couvertes de poils en forme de massue.
Eysarcoris appartient à un groupe de punaises puantes (comprenant également Sepontia, Spermatodes et Stagonomus) qui ont un large scutellum et un processus auriculé/épineux antérieur à l'ouverture de la glande odorante, et qui n'ont pas de sillon médian dans le sterna thoracique.

## Écologie
Les espèces du genre Eysarcoris sont des herbivores qui vivent sur diverses plantes.
Certains Eysarcoris sont des ravageurs de plantes : E. guttiger est un ravageur du soja et du sésame, tandis qu'E. trimaculatus et E. ventralis sont des ravageurs du riz.

## Recherche
Les génomes mitochondriaux de diverses espèces d’Eysarcoris ont été séquencés,,.

## Liste d'espèces
Selon BioLib (30 octobre 2023) :
- Eysarcoris aeneus (Walker, 1867)
- Eysarcoris aeneus (Scopoli, 1763)
- Eysarcoris annamita Breddin, 1909
- Eysarcoris confusus Fuente, 1971
- Eysarcoris crucifer Horvath, 1892
- Eysarcoris distinctus (Schouteden)
- Eysarcoris dubius Dallas, 1851
- Eysarcoris fallax Breddin, 1909
- Eysarcoris fuscus Wood & McDonald, 1984
- Eysarcoris guttigerus (Thunberg, 1783)
- Eysarcoris hispalensis Fuente, 1971
- Eysarcoris inconspicuum (Herrich-Schaffer, 1844)
- Eysarcoris insularis Dallas, 1851
- Eysarcoris lamottei Villiers, 1959
- Eysarcoris latus Walker, 1868
- Eysarcoris lereddii (Le Guillou)
- Eysarcoris lewisi (Distant, 1883)
- Eysarcoris luisae Fuente, 1971
- Eysarcoris modestus Distant, 1906
- Eysarcoris montivagus (Distant, 1902)
- Eysarcoris nigripectus Hesse, 1925
- Eysarcoris parvus Uhler, 1896
- Eysarcoris perlatus Fabricius
- Eysarcoris pustulatus Walker, 1868
- Eysarcoris rosaceus Distant, 1901
- Eysarcoris squamosus Linnavuori, 1986
- Eysarcoris trigonus Kiritshenko, 1931
- Eysarcoris trimaculatus (Distant, 1881)
- Eysarcoris uniformis Fuente, 1971
- Eysarcoris ventralis (Westwood, 1837)

### Espèces fossiles
Selon Paleobiology Database (30 octobre 2023) :
- †Eysarcoris humilis Förster, 1891
- †Eysarcoris mammillata  Förster, 1891
- †Eysarcoris nuda Förster, 1891
- †Eysarcoris pinguis Heer, 1853
- †Eysarcoris prodromus Heer, 1853
- †Eysarcoris shimozukensis Naora, 1933
- †Stollia rubibrunneus Zhang, 1989

## Galerie

Quelques espèces du genre Eysarcoris.
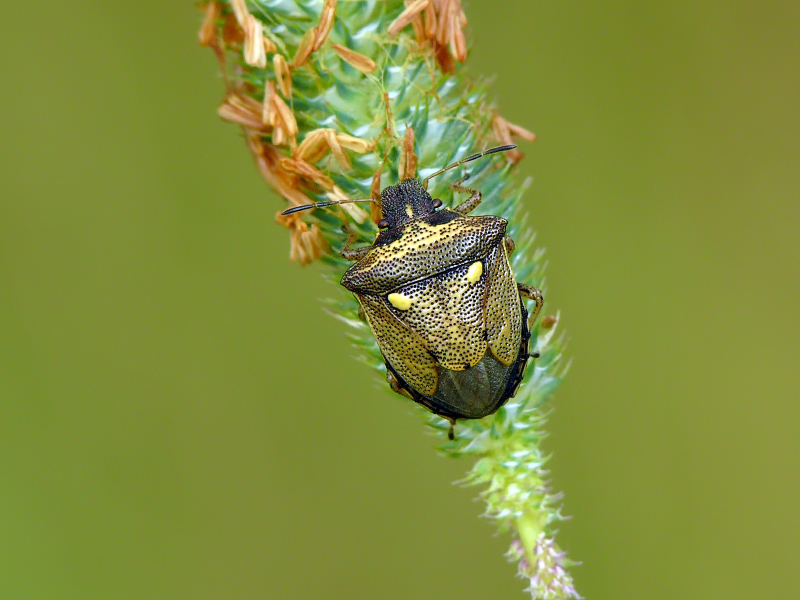
Eysarcoris aeneus.
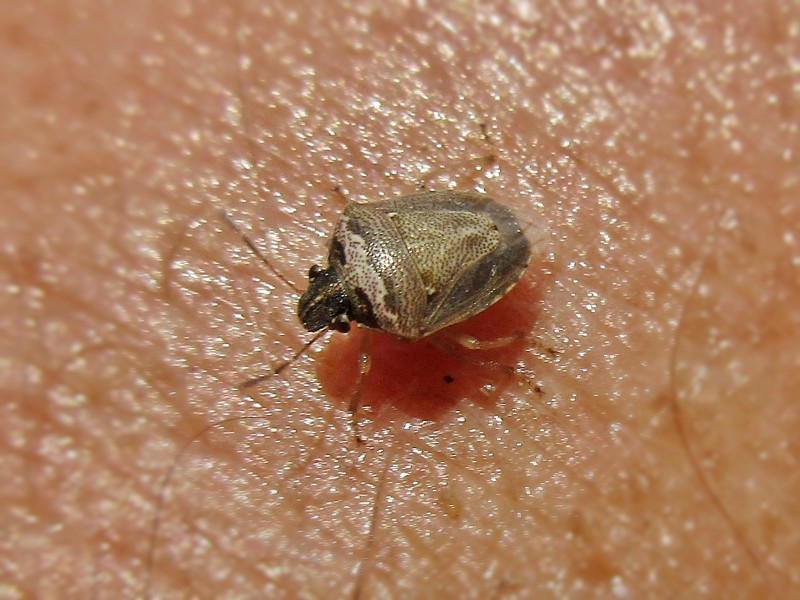
Eysarcoris ventralis.
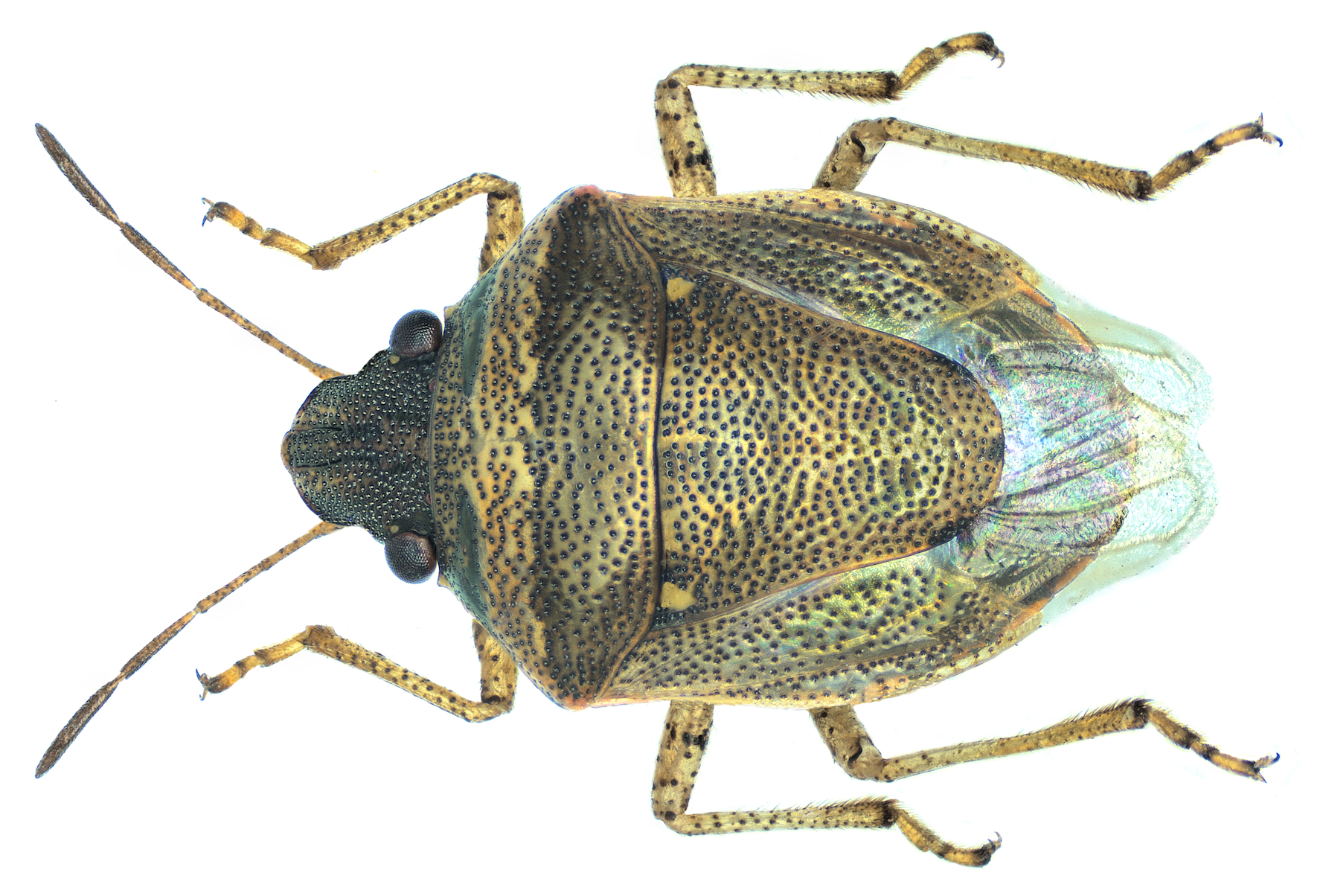
Eysarcoris ventralis.
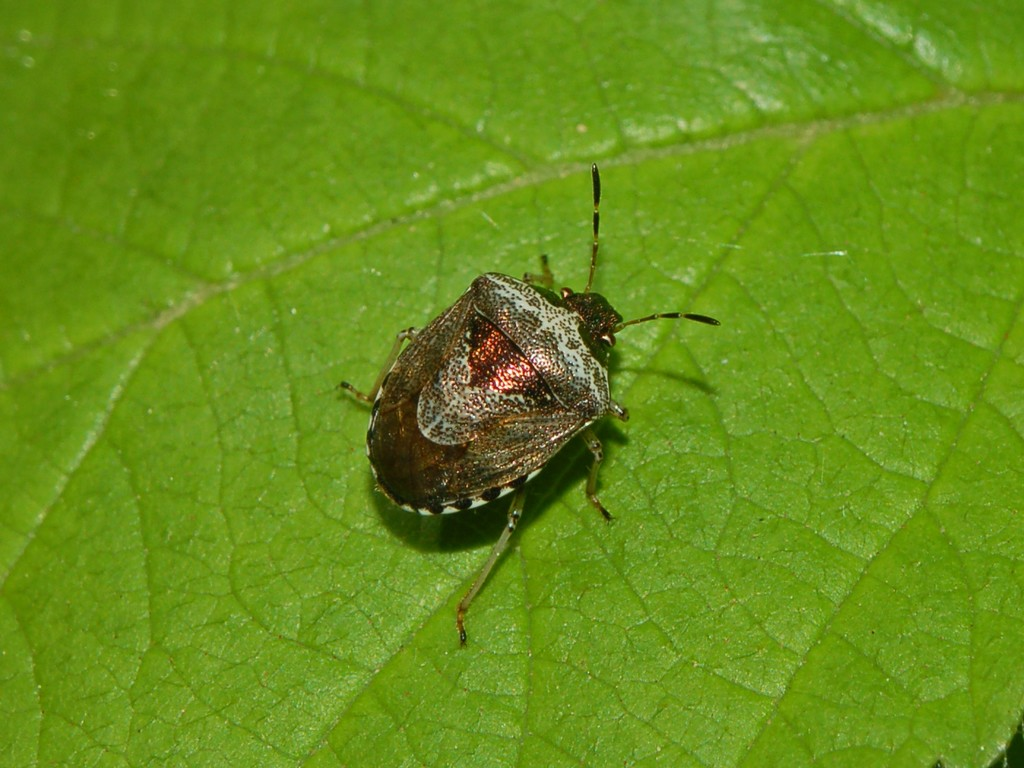
Eysarcoris venustissimus.

### Publication originale
- [1834] (de) Carl Wilhelm Hahn, Die wanzenartigen Insecten, vol. 2, 1834 (lire en ligne), p. 66.